# Лью Ейрс
Лью Ейрс (англ. Lew Ayres, уроджений Льюїс Фредерік Ейрс III (англ. Lewis Frederick Ayres III); 28 грудня 1908 — 30 грудня 1996) — американський актор, номінант на премію «Оскар» в 1948 році.

## Біографія
Народився в Міннеаполісі в родині Луї та Ірми Ейрс. Коли йому було чотири роки його батьки розлучилися, після чого він з матір'ю і вітчимом переїхав в Сан-Дієго. Кинувши школу, Ейрс заснував власну музичну групу, з якою протягом місяця виступав в Мексиці. Після повернення він продовжив кар'єру музиканта, граючи на банджо і гітарі в декількох біг-бендів. Під час одного з виступів у нічному клубі, Ейрс познайомився з агентом однієї з голлівудських кіностудій, який запропонував йому контракт на зйомки в кіно.
Його дебют відбувся в 1929 році в картині «Поцілунок» з Гретою Гарбо в головній ролі. Наступна його роль у військовій драмі «На Західному фронті без змін» зробила Ейрса зіркою і забезпечила довгостроковим контрактом в Голлівуді. З 1938 по 1942 рік актор виконав роль доктора Кілдреда в дев'яти фільмах про нього, а на початку 1950-х повернувся до цього образу в серії радіовистав.
Лью Ейрс, який став зіркою після фільму Льюїса Мальстоуна «На Західному фронті без змін» прийняв антивоєнні переконання і відмовився від зарахування на війському службу, коли розпочалась Друга світова війна. Через це його кар'єра зазнала незворотньої шкоди.
У роки Другої світової війни Ейрс служив в американській армії, спочатку інструктором по наданню першої допомоги, а потім в якості санітара і помічника капелана в Тихому океані. Всі зароблені гроші за роки служби він пожертвував в американський Червоний Хрест.
У 1948 році Ейрс став номінантом на премію «Оскар» за головну роль в картині «Джонні Белінда». У 1950-ті роки актор став більше працювати на телебаченні, де його продуктивна кар'єра тривала до початку 1990-х років. За цей час він з'явився в десятках телесеріалів і телефільмів, серед яких «Коломбо», «Вулиці Сан Франциско», «Готель», «Приватний детектив Магнум» та «Команда» А "". Серед кінофільмів того часу з його участю такі картини як «Ділки» (1964), «Битва за планету мавп» (1973), «Доля Салему» і «Омен 2: Деміен» (1978).
Лью Ейрс тричі був одружений: з 1931 по 1933 рік — з акторкою Лолою Лейн, з 1934 по 1940 рік — з акторкою Джинджер Роджерс, і з 1964 по свою смерть — з Даяною Голл, яка в 1968 році народила сина Джастіна. Також мав короткий роман з акторкою Джейн Вайман, через який вона розлучилася з Рональдом Рейганом.
Актор помер 30 грудня 1996 року через два дні після свого 88-го дня народження в Лос-Анджелесі. Похований на Вествудскому кладовищі. Його внесок в кіноіндустрію відзначений зіркою на Голлівудській алеї слави.

## Вибрана фільмографія
- 1929: Поцілунок / The Kiss — П'єр Лаззалль
- 1930: На Західному фронті без змін / All Quiet on the Western Front — Пауль Боймер
- 1930: Ворота в пекло / Doorway to Hell — Лоу Рікано
- 1933: Ярмарок штату / State Fair — Пет Гілберн
- 1939: Крижане божевілля / Ice Follies of 1939 — Едді Берджесс
- 1967—1968 — Велика долина / The Big Valley — Джейсон Фліт / шериф Рой Кінгстон
- 1973: Битва за планету мавп / Battle for the Planet of the Apes — Мандемус
- 1974: Коломбо (серіал) / Columbo — Др. Говард Ніколсон
- 1977: Кінець світу / End of the World — Бекерман'
- 1978: Омен 2: Деміен / Damien - Omen II — Білл Атертон
- 1979: Доля Салему (мінісеріал) / Salem's Lot — Джейсон Берк